# 陸鬱生
陸 鬱生（りく うつせい、生没年不詳）は、中国三国時代の呉の女性。本貫は揚州呉郡呉県。父は陸績。兄弟は陸宏・陸叡。号は義姑。鬱生という名は鬱林で出生したことにちなむ。

## 略歴
幼少の頃から固い志を立てる。建安24年（219年）、父の死後に兄弟二人とともに故郷である呉県に戻った。三人がまだ数歳だったため、族兄の陸瑁が引き取って養育した。
長じて、陸瑁と別れる。13歳のときに張白に嫁いだ。後に張白が政争に巻き込まれて配流された後、3カ月で亡くなり、未亡人となる。毅然と夫への貞操を守り抜き、決して再婚しようとしなかったという。
また義兄の張温が死ぬと、その遺言により奥向きのことを取り仕切っていた。張温の姉妹に仕えることをやめなかった。